# Gonzalo García Rodríguez (ilustrador)
Gonzalo García Rodríguez es un ilustrador y dibujante argentino, formado con maestros como Alberto Breccia o Alberto Zorzio. Es particularmente reconocida su tarea con la colección "¡Qué bestias!", con títulos como ¿Por qué se rayó la cebra?  y ¿Por qué está trompudo el elefante?